# Collare elisabettiano

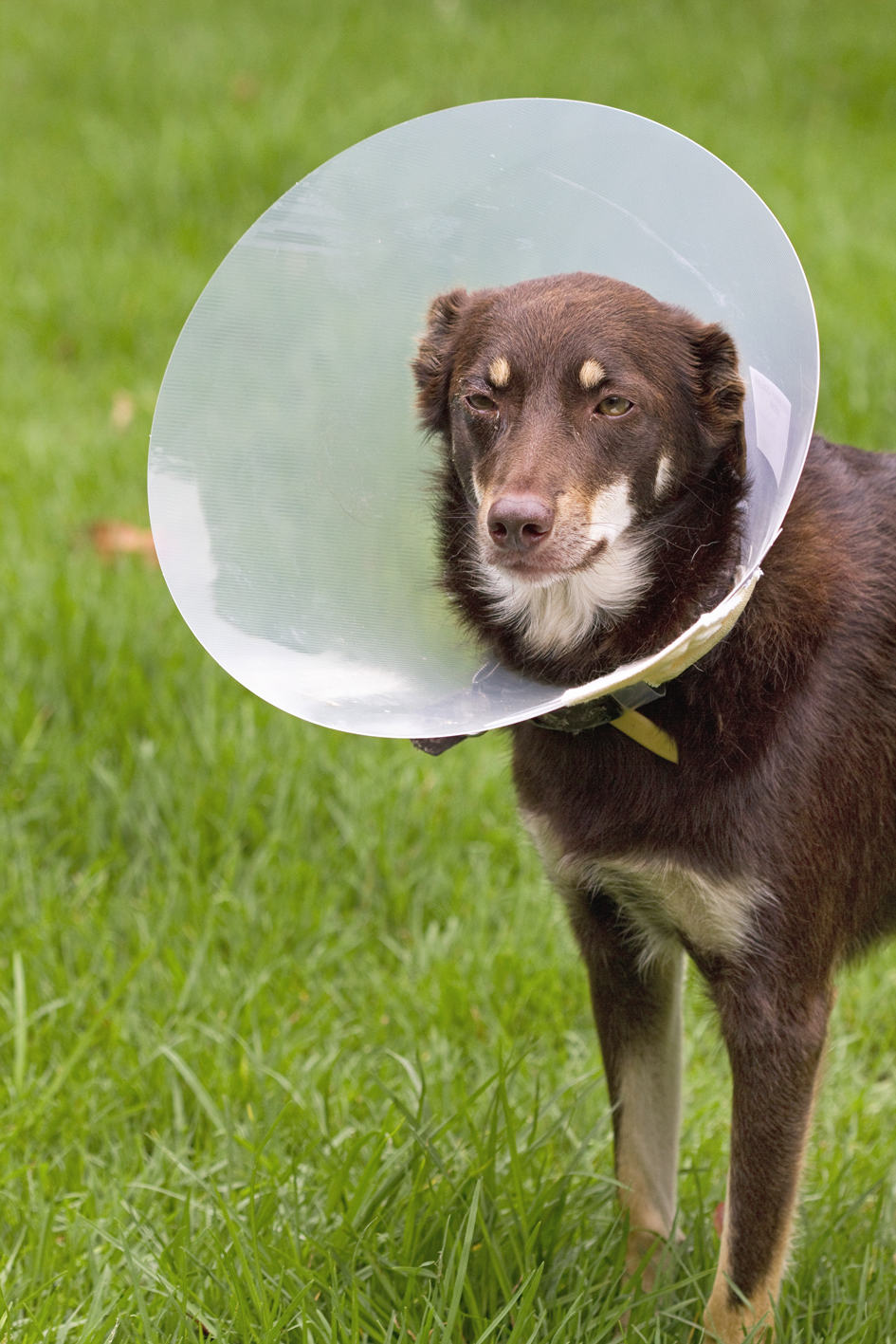

Il collare elisabettiano è un presidio medico di forma troncoconica che viene messo al collo di cani, gatti e ad altri animali per impedir loro di leccarsi una ferita o di strapparsi medicazioni o punti di sutura. 
Nel caso dei cani il collare elisabettiano, tramite una serie di asole, viene fissato ad un collare normale, quello utilizzato per i gatti viene invece semplicemente chiuso intorno al collo del gatto.
I collari elisabettiani sono normalmente venduti nei negozi di articoli per animali o presso i veterinari: realizzato generalmente in plastica, ne esistono anche versioni in tessuto rigido oppure gonfiabili. 
Il nome deriva dalle gorgiere usate in epoca elisabettiana.